# محمد نابي
محمد نابي سياسي جزائري، شغل منصب وزير التكوين المهني والعمل و وزير الحماية الاجتماعية بحكومة الإبراهيمي الأولى.